# Мохово (гміна)
Гміна Мохово (пол. Gmina Mochowo) — сільська гміна у центральній Польщі. Належить до Серпецького повіту Мазовецького воєводства.
Станом на 31 грудня 2011 у гміні проживало 6156 осіб.

## Площа
Згідно з даними за 2007 рік площа гміни становила 143.57 км², у тому числі:
- орні землі: 79.00%
- ліси: 14.00%

Таким чином, площа гміни становить 16.83% площі повіту.

## Населення
Станом на 31 грудня 2011:
| Опис     | Загалом | Загалом | Чоловіки | Чоловіки | Жінки | Жінки |
| -------- | ------- | ------- | -------- | -------- | ----- | ----- |
| одиниця  | осіб    | %       | осіб     | %        | осіб  | %     |
| все      | 6156    | 100     | 3083     | 50.08    | 3073  | 49.92 |
| міське   | 0       | 100     | 0        |          | 0     |       |
| сільське | 6156    | 100     | 3083     | 50.08    | 3073  | 49.92 |

## Сусідні гміни
Гміна Мохово межує з такими гмінами: Брудзень-Дужи, Ґоздово, Серпць, Скемпе, Тлухово.